# Bryan Sellers

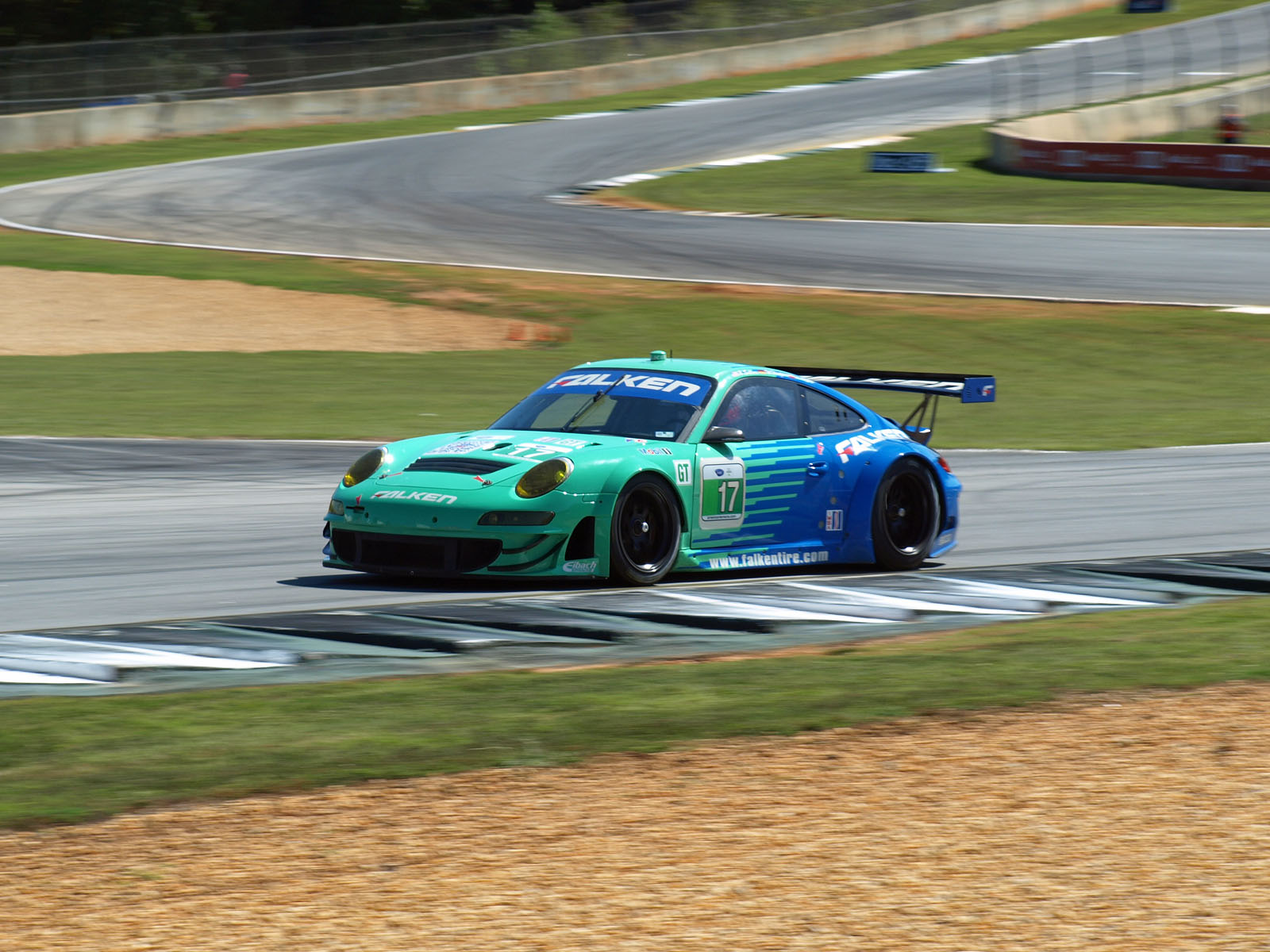
Bryan Sellers im Falken-Porsche 997 GT3 RSR, beim Petit Le Mans 2011

Bryan Walter Sellers (* 19. August 1982 in Dayton) ist ein US-amerikanischer Autorennfahrer.

## Karriere als Rennfahrer
Bryan Sellers begann seine Karriere 1994 im Kartsport. Am Ende dieser Phase stand 1998 der Gewinn des Manufacturer's Cup der World Karting Association. Danach folgte der Weg durch die nordamerikanischen Monoposto-Nachwuchsserien. 2000 wurde er Gesamtzweiter in der Formula Dodge National Championship und 2002 Meisterschaftsgewinner der FF2000 Zetec Championship. Mit einem sechsten Endrang hinter Jon Fogarty, Ryan Dalziel, Danica Patrick, Andrew Ranger und Ronnie Bremer in der Atlantic Championship endete 2004 die Monopostokarriere.
Ab 2005 fuhr Sellers GT- und Sportwagenrennen. Seine bevorzugten Rennserien waren die American Le Mans- und die Grand-Am Sports Car Series. Seit 2014 fährt er in der IMSA WeatherTech SportsCar Championship. Zwischen 2005 und 2015 bestritt er 137 Rennen und konnte sechs Klassensiege feiern. Die beste Platzierung in einem Gesamtklassement war der zweite Rang beim 2,45-Stunden-Rennen von West Virginia 2014 mit Partner Wolf Henzler in einem Porsche 991 RSR.
2005 ging er beim 24-Stunden-Rennen von Le Mans an den Start und seit demselben Jahr elfmal beim 12-Stunden-Rennen von Sebring. Beste Platzierung am Sebring International Raceway war der 12. Endrang 2015. 2018 gelang ihm ein Klassensieg.

## Statistik

### Le-Mans-Ergebnisse
| Jahr | Team               | Fahrzeug              | Teamkollege      | Teamkollege       | Platzierung | Ausfallgrund |
| ---- | ------------------ | --------------------- | ---------------- | ----------------- | ----------- | ------------ |
| 2005 | Panoz Motor Sports | Panoz Esperante GT-LM | Patrick Bourdais | Marino Franchitti | Ausfall     | Motorschaden |

### Sebring-Ergebnisse
| Jahr | Team               | Fahrzeug                | Teamkollege      | Teamkollege      | Platzierung             | Ausfallgrund    |
| ---- | ------------------ | ----------------------- | ---------------- | ---------------- | ----------------------- | --------------- |
| 2005 | Panoz Motor Sports | Panoz Esperante GT-LM   | Gunnar Jeannette | Scott Maxwell    | Rang 18                 |                 |
| 2006 | BMW Team PTG       | BMW M3 E46              | Justin Marks     | Martin Jensen    | Rang 30                 |                 |
| 2007 | Panoz Team PTG     | Panoz Esperante GT-LM   | Ross Smith       | Scott Maxwell    | Rang 24                 |                 |
| 2010 | Team Falken Tire   | Porsche 997 GT3 RSR     | Wolf Henzler     | Patrick Pilet    | Rang 27                 |                 |
| 2011 | Team Falken Tire   | Porsche 997 GT3 RSR     | Wolf Henzler     | Martin Ragginger | Ausfall                 | Getriebeschaden |
| 2012 | Team Falken Tire   | Porsche 997 GT3 RSR     | Wolf Henzler     | Martin Ragginger | Rang 36                 |                 |
| 2013 | Team Falken Tire   | Porsche 997 GT3 RSR     | Wolf Henzler     | Nick Tandy       | Rang 17                 |                 |
| 2014 | Team Falken Tire   | Porsche 911 GT3 RSR     | Wolf Henzler     | Marco Holzer     | Rang 16                 |                 |
| 2015 | Team Falken Tire   | Porsche 911 GT3 RSR     | Wolf Henzler     | Patrick Long     | Rang 12                 |                 |
| 2016 | Paul Miller Racing | Lamborghini Huracán GT3 | Bryce Miller     | Madison Snow     | Rang 26                 |                 |
| 2017 | Paul Miller Racing | Lamborghini Huracán GT3 | Dion von Moltke  | Madison Snow     | Rang 20                 |                 |
| 2018 | Paul Miller Racing | Lamborghini Huracán GT3 | Corey Lewis      | Madison Snow     | Rang 17 und Klassensieg |                 |
| 2019 | Paul Miller Racing | Lamborghini Huracán GT3 | Corey Lewis      | Ryan Hardwick    | Rang 34                 |                 |
| 2020 | Paul Miller Racing | Lamborghini Huracán GT3 | Corey Lewis      | Madison Snow     | Rang 25                 |                 |
| 2021 | Paul Miller Racing | Lamborghini Huracán GT3 | Corey Lewis      | Madison Snow     | Ausfall                 | Motorschaden    |
| 2022 | Paul Miller Racing | BMW M4 GT3              | Erik Johansson   | Madison Snow     | Rang 42                 |                 |
| 2023 | Paul Miller Racing | BMW M4 GT3              | Corey Lewis      | Madison Snow     | Rang 22 und Klassensieg |                 |
| 2024 | Paul Miller Racing | BMW M4 GT3              | Neil Verhagen    | Madison Snow     | Rang 23                 |                 |